# Pseudomorpha schwartzi
Pseudomorpha schwartzi är en skalbaggsart som beskrevs av Notman. Pseudomorpha schwartzi ingår i släktet Pseudomorpha och familjen jordlöpare. Inga underarter finns listade i Catalogue of Life.